# Nord 1200 Norécrin
Le Nord 1200 Norécrin est un avion léger monoplan monomoteur, construit en France par la Société nationale des constructions aéronautiques du Nord (SNCAN).

## Conception
Sans être un dérivé du Messerschmitt Bf 108 Taifun, cet avion a bénéficié de l'expérience acquise par la SNCAN en le construisant pendant l'occupation. C'est un monoplan à aile basse cantilever et train tricycle rentrant. Selon les versions il est bi, tri ou quadriplace et les motorisations varient entre moteurs Renault et Régnier d'une puissance d'environ 140 cv.
Le premier vol est effectué le 15 décembre 1945 par Georges Détré. Malgré ses défauts (bruit excessif en cabine et démarrage pénible "à la manivelle") c'est le premier succès commercial pour un avion léger français après la Seconde Guerre mondiale avec 378 avions construits.

## Variantes
Nord 1200 Norécrin
Nord 1201 Norécrin I
Nord 1202 Norécrin
Nord 1203 Norécrin II
Nord 1203 Norécrin III
Nord 1203 Norécrin IV
Nord 1203 Norécrin V
Nord 1203 Norécrin VI
Nord 1203 Norécrin M1
Nord 1204 Norécrin
Nord 1204/II Norécrin

## Opérateurs

### Opérateurs civils
Brésil
- Organização Mineira de Transportes Aéreos (en) : un avion.

### Opérateurs militaires
Argentine
- Préfecture navale argentine

 France
- Armée de l'air
- Marine nationale

 Israël
- Armée de l'air israélienne : deux avions.

 Suisse
- Forces aériennes suisses

Le Service technique militaire suisse achète deux Nord 1203 et les fait immatriculer civilement pour pouvoir les utiliser pour des vols de liaison hors de la Suisse. Ces deux avions sont trop peu utilisés et le HB-HOK est remis aux troupes d'aviation et immatriculé militairement V-653. Il est d'abord utilisé pour familiariser les futurs pilotes de De Havilland DH.100 Vampire à l'utilisation d'un train tricycle. Plus tard il est utilisé pour des vols de liaison mais peu de pilotes l'utilisent, rebutés par le bruit en cabine et les longues séances de mise en route du moteur, même après qu'un démarreur électrique ait été ajouté. En novembre 1954 il est rendu au STM.